# Musica moderna
Col termine musica moderna si indica la musica colta composta nella prima metà del Novecento, ovvero che, a livello storico, si colloca tra la musica romantica e la musica contemporanea.
La musica moderna raggruppa quindi compositori assai differenti tra loro come Claude Debussy, Erik Satie, Leoš Janáček, il Gruppo dei Sei, Igor' Fëdorovič Stravinskij, Béla Bartók, George Enescu, Richard Strauss, Maurice Ravel, la Seconda scuola di Vienna e Jean Sibelius.

## I precursori
Le radici della musica moderna affondano nella seconda metà del XIX secolo, con la complessità armonica delle opere tarde di Richard Wagner, la ricchezza formale di Johannes Brahms, e le nuove concezioni armoniche, melodiche e ritmiche di Claude Debussy.
Continuatori del discorso di Wagner e Brahms sono Gustav Mahler e Richard Strauss. Il loro tramite permette di tracciare una linea di continuità fra il Romanticismo Tedesco e la cosiddetta Seconda scuola di Vienna, i cui esponenti di maggior spicco sono Arnold Schönberg e i suoi allievi Alban Berg e Anton Webern. Alla Seconda scuola di Vienna sono dovuti l'introduzione di importanti elementi stilistici e formali, quali l'atonalità e la dodecafonia.
L'intuizione del giovane Schönberg, così come ci viene raccontata nel suo Manuale di Armonia, è che il sistema tonale ha raggiunto i suoi limiti con Wagner. È necessario introdurre i concetti di tonalità allargata ed emancipazione della dissonanza, che consentono di sistematizzare in modo diverso l'uso di consonanza e dissonanza (considerata nel sistema di Schönberg una consonanza lontana).
Questa riflessione lo condurrà, negli anni venti, a teorizzare un sistema di organizzazione formale definito Metodo di composizione con le dodici note, o dodecafonia, in cui non contano più le regole dell'armonia tonale, sostituite dai rapporti intervallari fra le singole note del totale cromatico.
Parallelamente alla riflessione in atto nel mondo di lingua tedesca, si hanno le esperienze dei futuristi italiani (bruitisme, Luigi Russolo), del franco-americano Edgard Varèse (che opera l'emancipazione del rumore e sottolinea l'importanza del timbro e del ritmo), dell'americano Charles Ives (che enfatizza gli aspetti scenici della musica ed adopera elementi compositivi simili al collage), e del francese Olivier Messiaen, precursore della futura scuola seriale del secondo dopoguerra ed ispiratore dei compositori spettrali degli anni settanta.
Fondamentale sarà l'influenza di Igor' Stravinskij e Béla Bartók sulle nuove generazioni, sia per le concezioni rivoluzionarie del ritmo esibite nella La sagra della primavera del primo, sia per l'acquisizione del patrimonio musicale popolare alla musica colta nell'intera produzione del secondo.
Altri concetti importanti presenti nella musica all'inizio del XX secolo sono i seguenti:
- Musica popolare, come fonte d'ispirazione per il compositore (vedi Béla Bartók e Zoltán Kodály);
- Atonalità al di là della Seconda scuola di Vienna (vedi Aleksandr Skrjabin, Nikolaj Roslavec, Willem Pijper);
- Futurismo (vedi Luigi Russolo, George Antheil);
- Neoclassicismo (vedi Igor' Stravinskij, Sergej Prokof'ev, Gruppo dei Sei, Alfredo Casella);
- Fusione di musica colta e musica popolare (vedi Ralph Vaughan Williams, George Gershwin, Kurt Weill);
- Sperimentalismo radicale (vedi Charles Ives, Henry Cowell);
- Esperimenti con microintervalli (vedi Harry Partch, Ivor Darreg, Alois Hába, Ivan Vyšnegradskij);
- Materismo (vedi Edgard Varèse);
- Cosiddetto "modernismo moderato" (vedi Ernst Toch, Maurice Ravel).

## Tra le due guerre
Durante il nazismo, molte delle forme della musica contemporanea (per esempio il Jazz) vennero considerate "arte degenerata" e vietate. La mostra Musica Degenerata, tenutasi a Düsseldorf nel 1938, in occasione delle Reichsmusiktage ("giornate musicali del Reich") comprendeva, tra le altre, opere di Paul Hindemith, della Seconda scuola di Vienna e di Kurt Weill, costringendo molti degli artisti all'emigrazione o all'esilio. Allo stesso tempo, la politica culturale del regime promuoveva la produzione e l'ascolto di musica inoffensiva, ad esempio la musica popolare, la musica d'uso (o "Gebrauchsmusik"), le Operette, la musica da ballo e le marce militari che favorivano la propaganda. Molti compositori vennero perseguitati e uccisi per la loro origine ebraica.
Dopo la Rivoluzione, in Unione Sovietica si tentarono numerosi esperimenti in ogni campo della cultura e delle arti, compresa la musica. Con l'avvento dello Stalinismo, ebbe inizio una nuova direzione, a partire dal 1932, chiamata "Realismo Socialista", tendente ad assoggettare le arti alla dottrina di partito. La breve parentesi di liberalismo che si ebbe dopo il 1956 non fu tuttavia sufficiente a sviluppare una corrente di avanguardia, come accadde invece nelle altre nazioni europee.
Se nella Germania nazista e nelle nazioni ad essa assoggettate si ebbe un taglio netto con il passato recente, sia a causa della censura che dello sterminio o dell'esilio a cui furono costretti i migliori compositori, in altre nazioni si ebbe invece una maggiore continuità nell'evoluzione del linguaggio musicale. Ad esempio, nel Regno Unito Benjamin Britten, in Italia Alfredo Casella, Ottorino Respighi e Gian Francesco Malipiero, e in Francia il Gruppo dei Sei, furono allo stesso tempo compositori tradizionalisti e innovatori.